# Fred Alexander
Frederick Beasley Alexander (Sea Bright, 14 augustus 1880 – Beverly Hills, 3 maart 1969) was een hooggeplaatste tennisser in het begin van de twintigste eeuw.
Alexander was in 1908 de eerste buitenlander die de Australian Open in het mannenenkelspel won.
Hij werd in 1961 opgenomen in de prestigieuze Tennis Hall of Fame.

## Grandslamrecords

### Australian Open
- Winnaar enkelspel: 1908
- Winnaar dubbelspel: 1908

### U.S. Open
- Winnaar dubbelspel: 1907, 1908, 1909, 1910, 1917
- Dubbelspel verliezend finalist: 1900, 1906, 1911, 1918
- Gemengd dubbel verliezend finalist: 1918

### U.S. Indoor Championships
- Winnaar dubbelspel: 1906, 1907, 1908, 1911, 1912, 1917